# Фторорганические соединения
Фтороргани́ческие соедине́ния (органические соединения фтора) — галогенорганические соединения, содержащие хотя бы один атом фтора, соединённый напрямую с углеродом.

## История
В 30-х годах прошлого века для разделения изотопов UF6 возникла необходимость в устойчивых к нему смазочных материалах. Проблема была решена предоставленным Джоном Саймонсом образцом вязкого перфторуглерода «вещество Джо». В 1938 году Рой Планкет случайно открывает политетрафторэтилен (тефлон) при самопроизвольной полимеризации тетрафторэтилена. Случайные открытия Саймонса и Планкета привели к взрывообразному развитию химии фторорганических соединений.
На основе фторорганических соединений получены негорючие термостойкие и неокисляющиеся смазочные масла, гидравлические жидкости, пластические массы (тефлон), термостойкие каучуки (фторкаучуки), покрытия, пламягасящие вещества, материалы для электрического оборудования, нетоксичные хладоагенты (фреоны), инсектициды и фунгициды. На основе фторорганических соединений изготовляются новые материалы, например, для медицины — искусственные сосуды, клапаны для сердца, заменители крови (перфторан). Наиболее важны для техники так называемые перфторированные органические соединения, в которых все атомы водорода замещены фтором.

## Получение фторорганических соединений
Фторорганические соединения получают путём замещения в галогенорганических соединениях атомов галогена на фтор действием фторида сурьмы(III) или безводного фтористого водорода в присутствии  хлорида сурьмы(V) (реакция Свартса); электрохимического фторирования органических соединений в безводном жидком фтористом водороде (реакция Саймонса); прямым фторированием органических соединений фтором или в присутствии переносчика фтора, например, CoF3; введением атомов фтора в ароматические соединения термическим разложением сухих борфторидов диазония (реже — гекса-фторфосфатов и гексафторантимонатов) по реакции Бальца — Шимана и многими другими методами

## Механизм действия ряда фторорганических соединений
Вот что пишет известный фармаколог Александр Шульгин в своей книге TiHKAL:
Атом фтора любят манипуляторы молекулярной структурой, потому что он имеет форму «поддельного» водорода. В действительности, как атомный бугорок на ароматическом кольце, он существенно больше и значительно тяжелее, но это бугорок, который не стремится ассоциироваться с чем-либо еще. Его связь с углеродом кольца такой же двухэлектронной природы, как и у атома водорода, но его невозможно окислить аналогичным образом. Таким образом, если вещество имеет чувствительное к окислению положение, и это окисление считается ответственным за некое отдельное фармакологическое свойство, поместите туда фтор, и вы воспрепятствуете этому свойству вещества.

## Фторорганические соединения в живых организмах
Фторорганические соединения крайне редко встречаются в живых организмах. Фторид-анионы являются слабыми нуклеофилами и сильно гидратированы, что затрудняет образование связи C—F. Биохимические пути, обеспечивающие включение фтора в органические соединения, изучены слабо.

### В растениях
Целый ряд видов растений из засушливых регионов Африки и Австралии (Gastrolobium spp., Oxylobium spp., Dichapetalum spp., Acacia georginae, Palicourea marcgravii) способны образовывать монофторуксусную кислоту. Фторацетат обладает крайне высокой токсичностью и служит растениям для защиты от травоядных животных .
Семена африканского растения Dichapetalum toxicarious накапливают целый ряд фторорганических метаболитов (монофторолеиновую, монофторпальмитиновую, монофтормиристоиловую, ω-фтор-9,10-дигидроксистеариновую кислоты).

### У прокариот
Известен ряд стрептомицетов (Streptomyces cattleya и Streptomyces calvus), способных накапливать и синтезировать фторорганические соединения (фторацетат, 4-фтортреонин).

### Биосинтез
Единственный на сегодняшний день идентифицированный фермент, катализирующий образование связи C—F, это флюориназа. Фермент обеспечивает образование 5′-фтор-5′-дезоксиаденозина, который является первым фторорганическим интермедиатом в пути биосинтеза других фторорганических соединений.

### Биоразложение
В 2018 году учёными Техасского университета в Сан-Антонио была показана принципиальная возможность разрыва связи C—F ферментами человеческого тела. Исследователи модифицировали фермент цистеин-диоксигеназу введением двух очень сильных связей C—F, однако оказалось, что модифицированный фермент разрывает их, восстанавливая свою каталитическую активность.

## Применение
Фторорганические соединения широко используются в современной науке и технике. Среди них есть лекарственные средства, пестициды, взрывчатые вещества, боевые отравляющие вещества. Перфтордекалин был предложен в качестве кровезаменяющего раствора.
Широко используются фторированные полимеры (тефлон-4, тефлон-3, PEEK).